# Cypr na igrzyskach Wspólnoty Narodów
Cypr wystartował po raz pierwszy na igrzyskach Wspólnoty Narodów w 1978 roku na igrzyskach w Edmonton i od tamtej pory uczestniczył we wszystkich igrzyskach oprócz igrzyskach w Edynburgu w 1986 roku. Reprezentacja Cypru zdobyła najwięcej złotych medali (4) oraz najwięcej medali w ogóle (11) na igrzyskach w Nowym Delhi w 2010 roku.

## Klasyfikacja medalowa
| Igrzyska          | Złoto | Srebro | Brąz | Razem |
| ----------------- | ----- | ------ | ---- | ----- |
| 1978 Edmonton     | 0     | 0      | 0    | 0     |
| 1982 Brisbane     | 0     | 0      | 0    | 0     |
| 1990 Auckland     | 1     | 1      | 0    | 2     |
| 1994 Victoria     | 2     | 1      | 2    | 5     |
| 1998 Kuala Lumpur | 1     | 1      | 1    | 3     |
| 2002 Manchester   | 2     | 1      | 1    | 4     |
| 2006 Melbourne    | 3     | 1      | 2    | 6     |
| 2010 Nowe Delhi   | 4     | 3      | 4    | 11    |
| Razem             | 13    | 8      | 10   | 31    |

### Według dyscyplin
| Dyscyplina       | Złoto | Srebro | Brąz | Razem |
| ---------------- | ----- | ------ | ---- | ----- |
| Strzelectwo      | 8     | 4      | 3    | 15    |
| Gim. artystyczna | 2     | 1      | 2    | 5     |
| Gim. sportowa    | 2     | -      | 2    | 4     |
| Lekkoatletyka    | 1     | 2      | 1    | 4     |
| Judo             | -     | 1      | -    | 1     |
| Boks             | -     | -      | 1    | 1     |
| Zapasy           | -     | -      | 1    | 1     |
| Razem            | 13    | 8      | 10   | 31    |